# ناصر الحسن
ناصر يوسف الحسن لاعب كرة قدم سعودي، يلعب في الجناح الأيمن.

## مسيرة اللاعب
لعب سابقاً مع نادي الفتح في الفئات السنية و نادي الروضة والنادي العربي ونادي اللواء ونادي النجوم.